# Tor Graves
Tor Graves (dont le nom de naissance est Tor Sriachavanon), né le 26 mars 1972 à Nakhon Pathom, est un pilote automobile thaïlandais engagé en championnat du monde d'endurance FIA.

## Palmarès
- Championnat du monde d'endurance FIA
  - Vainqueur de la catégorie LMP2 aux 6 Heures de Silverstone 2012, 6 Heures de Fuji 2012 et 6 Heures de Shanghai 2012
  - Vainqueur de la catégorie LMP2 aux 6 Heures de Silverstone 2013

## Résultats aux 24 Heures du Mans
| Année | Classe | No | Pneumatique | Voiture         | Écurie                | Copilotes                          | Tours | Pos.    | Class Pos. |
| ----- | ------ | -- | ----------- | --------------- | --------------------- | ---------------------------------- | ----- | ------- | ---------- |
| 2012  | LMP2   | 25 | D           | Oreca 03-Nissan | ADR (en)-Delta        | John Martin Jan Charouz            | 346   | 13e     | 6e         |
| 2013  | LMP2   | 35 | D           | Oreca 03-Nissan | ADR (en)-Delta        | Archie Hamilton (pl) Shinji Nakano | 101   | Abandon | Abandon    |
| 2016  | LMP2   | 35 | D           | Oreca 05-Nissan | Manor                 | Matthew Rao Roberto Merhi          | 283   | Abandon | Abandon    |
| 2017  | LMP2   | 35 | D           | Oreca 07-Gibson | CEFC Manor TRS Racing | Jonathan Hirschi Jean-Éric Vergne  | 360   | 7e      | 6e         |